# Bilanzierungsgebot
Unter Bilanzierungsgebot versteht man im Bilanzrecht ein gesetzliches Gebot für bilanzierende Unternehmen, bestimmte Bilanzpositionen in die Bilanz aufnehmen zu müssen.

## Handelsrecht
Das Bilanzierungsgebot erwächst aus dem Vollständigkeitsgrundsatz des § 246 Abs. 1 HGB. Danach hat ein Unternehmen sämtliche Vermögensgegenstände, Schulden und transitorischen Rechnungsabgrenzungsposten zu bilanzieren, soweit gesetzlich nichts anderes bestimmt ist. Auch ein entgeltlich erworbener Firmenwert muss aktiviert werden (§ 246 Abs. 1 Satz 4 HGB). Aus der gesetzlichen Aufzählung einzelner Bilanzpositionen ergibt sich, dass das Bilanzierungsgebot aufzuteilen ist in ein Aktivierungs- und ein Passivierungsgebot. Entsprechend ergibt sich eine Aktivierungs- und Passivierungspflicht. Da die Begriffe Vermögensgegenstände und Schulden handelsrechtlich weit auszulegen sind, will das Gesetz möglichst viele Einzelfälle von vorneherein erfassen. Bilanzierungswahlrechte und -verbote sind deshalb als Ausnahme vom generell geltenden Bilanzierungsgebot anzusehen. Anders als beim Aktivierungswahlrecht bleibt dem Bilanzierenden nur der vom Gesetz vorgesehene Weg der Bilanzierung. 

## Steuerrecht
Aus dem handelsrechtlichen Bilanzierungsgebot folgt nach dem Maßgeblichkeitsprinzip auch ein steuerrechtliches Bilanzierungsgebot (§ 5 Abs. 1 Satz 1 EStG). Dies bekräftigte auch im Februar 1969 der Bundesfinanzhof, wonach die im Handelsrecht für aktivierungspflichtig oder aktivierungsfähig erklärten Gegenstände grundsätzlich einem auf § 6 EStG gestützten steuerlichen Aktivierungsgebot unterliegen. Die Tendenz, den Kreis der steuerlich zu aktivierenden Wirtschaftsgüter möglichst weit zu fassen, ergibt sich auch aus dem Urteil des BFH vom April 1965, worin der BFH zusammenfassend erklärte, dass der Begriff des Wirtschaftsguts nicht nur Sachen und Rechte umfasse, sondern auch tatsächliche Zustände, konkrete Möglichkeiten und Vorteile für den Betrieb, deren Erlangung der Kaufmann sich etwas kosten lasse und die nach der Verkehrsauffassung einer besonderen Bewertung zugänglich seien. Steuerrechtliche Bilanzierungsgebote gibt es für entgeltlich erworbene immaterielle Wirtschaftsgüter des Anlagevermögens (§ 5 Abs. 2 EStG), aktive und passive transitorische Rechnungsabgrenzung (§ 5 Abs. 5 Satz 1 Nr. 1 und 2 EStG), als Aufwand berücksichtigte Zölle, Verbrauchssteuern (§ 5 Abs. 5 Satz 2 Nr. 1 EStG) und Umsatzsteuern (5 Abs. 5 Satz 2 Nr. 2 EStG).

## International
Nach dem International Accounting Standard 39 sind finanzielle Vermögenswerte und Verbindlichkeiten sowie Derivate in der Bilanz anzusetzen. Durch eine weit gefasste Definition des Finanzinstruments wird auch hier versucht, möglichst alle bilanzierungsfähigen Gegenstände zu erfassen. Unter einem Finanzinstrument sind alle vertraglichen Ansprüche und Verpflichtungen zu verstehen, die unmittelbar oder mittelbar den Austausch von Zahlungsmitteln zum Gegenstand haben. Die aus Verträgen oder Vereinbarungen resultierenden Rechte bzw. Pflichten müssen dabei auf finanziellen Sachverhalten beruhen. Finanzinstrumente lassen sich gemäß IAS 39 in finanzielle Vermögenswerte, finanzielle Verbindlichkeiten und Eigenkapitalinstrumente aufteilen. 